# هرومادسکی
هرومادسکی (اوکراینی: Громадське ТБ) شرکت رسانه‌ای اوکراینی است، که در سال ۲۰۱۳ تأسیس شد.